# Allorhynchium tuberculatum
Allorhynchium tuberculatum  (лат.) — вид одиночных ос рода Allorhynchium из семейства Vespidae (Eumeninae).

## Распространение
Южная Азия: Индия, Керала (птичий заповедник Thattekkad Bird Sanctuary).

## Описание
Небольшие темно-окрашенные осы, длина около 1 см, длина переднего крыла 9 мм. Основная окраска тела чёрная, с беловато-жёлтыми отметинами (поперечная полоска у основания клипеуса; линия между усиковыми торулями и внутренним краем глаз).  Коготки лапок черновато-коричневые. Вид был впервые описан в 2016 году американским гименоптерологом Джеймсом Карпентером (J.M. Carpenter; Division of Invertebrate Zoology, American Museum of Natural History, Нью-Йорк, США) и индийскими энтомологами П. Гириш Кумаром и М. Сурешаном (P. Girish Kumar & P. M. Sureshan; Western Ghat Regional Centre, Zoological Survey of India, Кожикоде, Керала, Индия).